# Mlinci
El Mlinci es un plato común tanto de la cocina de Eslovenía como de la cocina croata. Se trata de unas tiras finas de pan que en forma de pasta se cocinan hervidos en agua con un poco de sal. Se considera un plato fácil y rápido de preparar. Es costumbre antes de ser servido que se fría algo de carne de pato/ganso/pavo y se mezcle todo junto con una salsa (todo ello de acuerdo con las preferencias de la gente).
- Datos: Q1426070
- Multimedia: Mlinci / Q1426070